# Jackson Guitars and Basses

Logo.

Jackson Guitars and Basses – amerykański producent gitar elektrycznych i basowych. Od 2002 roku właścicielem Jackson Guitars jest Fender Musical Instrument Corporation. Gitary tej firmy łatwo rozpoznać po charakterystycznym kształcie główki. Instrumenty tego producenta są szczególnie cenione w środowisku gitarzystów rockowych.

## Modele gitar Jackson

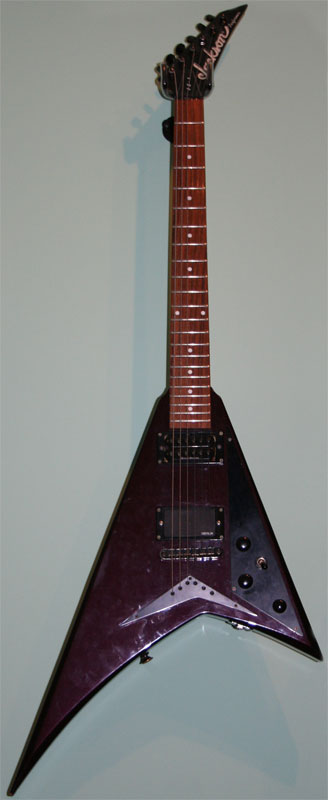
Gitara Jackson Randy Rhoads PS-3

- Dinky – profil korpusu bardzo podobny do niżej wymienionego „soloista”, ponadto niektóre modele posiadają charakterystycznie obróconą główkę jak np. JS30 lub DKMG.
- Kelly – kształt korpusu bardzo zbliżony do popoularnego „explorera”
- King V – korpus gitary w kształcie litery V, o ostro zakończonych rogach
- Soloist – klasyczny kształt korpusu (superstrat)
- Randy Rhoads – korpus o kształcie niesymetrycznej litery V, o ostro zakończonych rogach
- Warrior – ma kształt litery X

Jackson Kelly
Jackson King-V
Jackson Soloist
Jackson Randy Rhoads
Jackson Warrior

## Gitarzyści grający na instrumentach Jackson[1]
- Aaron Richert – Time Lord
- Adrian Smith – Iron Maiden
- Andreas Klimmt – No God Innocent
- Angus Clark – Trans Siberian Orchestra
- Annah Moore – Ignitor
- Anthony DeJesus – Autumn’s End
- Archaon – 1349
- Ben Moody – The Ben Moody Project
- Buckethead
- Bobby Hamilton – Chambered
- Chris Beattie – Hatebreed
- Chris Caffery – Savatage, Trans Siberian Orchestra
- Chris Cannella – Autumn’s End
- Chris Elsten – Autumn’s End
- Chris Broderick – Megadeth[2]
- Christian Andreu – Gojira
- Christian Olde Wolbers – Fear Factory
- Corey Beaulieu – Trivium
- Dave Mustaine – Megadeth
- David Ellefson – Megadeth
- David Pearson – Blissed
- David Wilde – Outkast
- Derrick Green – Sepultura
- Donnie Mathis – Outkast
- Dre – Outkast
- Early Mike – Early Man
- Ed Fuhrman – Hades
- Geoff ‘free’ Breen – Blissed
- George Mihalovich – Aftershok
- Glenn Rogers – Hirax
- Hanny Mohammed – Black Majesty
- Harlan Von Helthor – Astriaal
- James Root – Slipknot, Stone Sour
- Jeff Hernandez – Vitality
- Jeff Miller – Blissed
- Jimmy Bower – Down, Eyehategod, Superjoint Ritual
- Joe Konczal – Time Lord
- Joey Turner – A Dozen Furies
- John Campbell – Lamb of God
- John Hehman – Year of Desolation
- Johnie Helms – Toby Keith Band
- Johnnie Lee Middleton – Savatage, Trans Siberian Orchestra
- Jon Ridens – Of the Son
- Jon Rubin – Malevolent Creation
- Jonas Torndal – Grave
- Joseph Duplantier – Gojira
- Karl Sanders – Nile
- Kamil Jaszczyszyn - Southline
- Ken Jacobsen – Unleashed Power
- Kevin Bond – Superjoint Ritual
- Kirk Hammett – Metallica
- Lenny DiSclafani – Agnostic Front
- Marcus Sunesson – The Crown
- Mark Morton – Lamb of God
- Mark Serrano – A Dozen Furies
- Marvin Vriesde – Dew Scented, Severe Torture
- Matt Aub – Time Lord
- Matt Crooks – Division
- Marty Friedman – Megadeth
- Matt Tuck – Bullet for My Valentine
- Metal Mike Chlasciak – Halford, Sebastian Bach, PainmuseuM
- Michael McGregor – Bionic Jive
- Mike Blevins – Division
- Mike Halland – Crushed
- Miland „Mile Petrozza” – Kreator
- Oscar Dronjak – Hammerfall
- Ola Lindgren – Grave
- Phil Collen – Def Leppard
- Phil Demmel – Machine Head, Vio-lence
- Phil Fasciana – Malevolent Creation, Hate Plow
- Ric Eubank – Face Down
- Randy Rhoads – Ozzy Osbourne, Quiet Riot
- Rob Cavestany – Death Angel
- Ryan Furr – Of the Son
- Sam Wallace – Lachrymal
- Scott Habermann – Scott Habermann Project
- Scott Hull – Pig Destroyer
- Scott Krell – Face Down
- Scott Ian – Anthrax
- Serj Tankian – System of a Down
- Shawn Whitaker – Insidious Decrepancy, Viral Load
- Symon Alhaddad – Vaticide
- T.C.S. – Devane
- Terry Syrek – Mindwalk
- Tim Wilson – Bad Berries
- Wes Borland – Limp Bizkit
- Zakk Wylde – Ozzy Osbourne, Black Label Society
- Tomas Youngblood – Kamelot
- Infernus – Gorgoroth